# Mesochora-Stausee

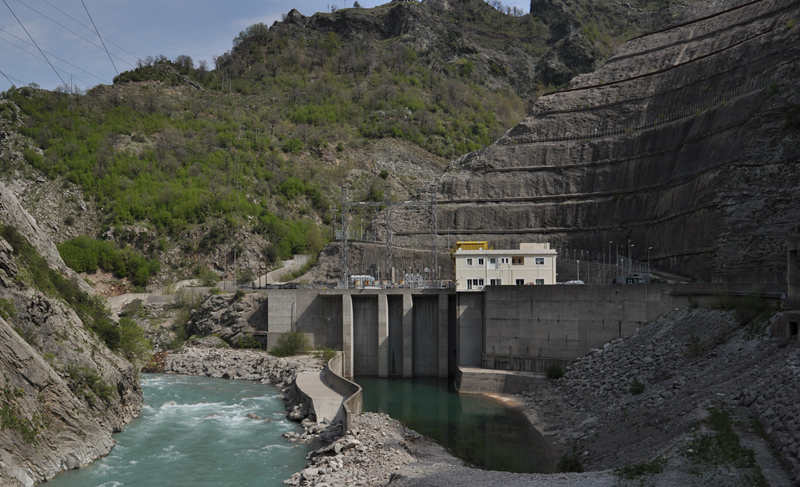
Das Mesochora-Kraftwerk nahe Kapsala, im Vordergrund der Acheloos

Der Mesochora-Stausee (griechisch Τεχνητή Λίμνη Μεσοχώρας Techniti Limni Mesochoras) ist eine große Talsperre in Griechenland. Sie wurde zwischen 1996 und 2001 gebaut, aber aufgrund von Schwierigkeiten bei der Genehmigung noch nicht in Betrieb genommen. Die Inbetriebnahme des Wasserkraftwerks war für 2010 geplant gewesen, wurde jedoch bisher nicht vorgenommen (Stand: Mai 2014).
Die Talsperre ist nach dem nahegelegenen Ort Mesochora benannt.
Der Staudamm ist ein Steinschüttdamm mit einer Betonabdichtung auf der Wasserseite.
Der Stausee hat ein Gesamtvolumen von 625 Millionen Kubikmetern. Die Angabe von 228 Mio. m³ bezieht sich wahrscheinlich auf den Nutzraum.
Das etwa 13 km flussab nahe dem Ort Kapsala gelegene Wasserkraftwerk, das von der DEI betrieben wird, hat zwei Francis-Turbinen mit einer Leistung von 2 Mal 81 MW. Sie wurden von Koncar aus Kroatien geliefert.
Die Talsperre ist ein Teil des Wasserkraft-Ausbaus des Acheloos, eines der größten Flüsse in Griechenland. Weitere Bestandteile sind die Sykia-Talsperre mit einer 17,4 km langen Überleitung nach Thessaloniki, die Mouzaki-Talsperre mit einem 135 m hohen Staudamm und die Pyli-Talsperre mit einem 90 m hohen Damm.
Nachdem alle Arbeiten rund um das Acheloos-Thessalien-Projekt im Jahre 2010 mit einem Baustopp belegt wurden, hat der griechische Staatsrat im Januar 2014 entschieden, das Bewässerungsprojekt nicht weiterzuverfolgen. Natur- und Vogelschützer feierten den Schiedsspruch als entscheidende Wende im Kampf um das Wasser des Acheloos und richten den Fokus ihrer Arbeit auf die Renaturierung der entstandenen Umweltschäden.
Die DEI strebt eine Lösung des Mesochora-Damms aus dem stillgelegten Bewässerungsprojekt an. Ziel ist eine vom Gesamtprojekt unabhängige Beurteilung des Staudamms, die in einer Betriebsfreigabe resultiert.